# ملی‌گرایی مدنی
ملی‌گرایی مدنی (انگلیسی: Civic nationalism) که با نام‌های ملی‌گرایی مردم‌سالار (انگلیسی: democratic nationalism) و ملی‌گرایی لیبرال (انگلیسی: liberal nationalism) نیز شناخته می‌شود، شکلی از ملی‌گرایی است که به ارزش‌های لیبرال سنتی مانند: آزادی سیاسی، مدارا، برابری، حقوق فردی و گروهی پایبند است و مبتنی بر قوم‌گرایی نیست. ملی گرایان مدنی اغلب از ارزش هویت ملی دفاع می‌کنند و می‌گویند که افراد به آن به عنوان یک جنبه مشترک جزئی از هویت خود (هویت برتر) نیاز دارند تا زندگی معنادار و مستقلی داشته باشند و اینکه سیاست‌های دموکراتیک برای عملکرد مناسب به هویت‌ملی نیاز دارند. .
ملی‌گرایی مدنی اغلب با ملی‌گرایی قومی در تضاد است. به عقیده دونالد ایپرسیل، از نظر تاریخی، ملی‌گرایی مدنی عامل تعیین‌کننده ای در توسعه اشکال حکومتی مدرن و دموکراتیک بود، در حالی که ملی‌گرایی قومی بیشتر با حکومت استبدادی و حتی دیکتاتوری همراه بوده‌است. با این حال، همان‌طور که اوموت اوزکریملی بیان می‌کند، ملت‌های «مدنی» می‌توانند مانند ملت‌های به اصطلاح «قومی» بی‌تحمل و بی‌رحم باشند، با استناد به تکنیک‌های آزار و شکنجه ژاکوبن فرانسوی که توسط فاشیست‌های قرن بیستم استفاده شد.
ملیت مدنی یک هویت سیاسی است که بر اساس شهروندی مشترک در داخل دولت ساخته شده‌است؛ بنابراین، «ملت مدنی» نه بر اساس فرهنگ، بلکه توسط نهادهای سیاسی و اصول لیبرال، که شهروندان آن متعهد به حمایت از آن هستند تعریف می‌شود. عضویت در ملت مدنی برای هر شهروندی بدون توجه به فرهنگ یا قومیت آزاد است. کسانی که این ارزش‌ها را به اشتراک می‌گذارند، اعضای ملت محسوب می‌شوند. به عنوان مثال، طبق ماده ۶۶ قانون اساسی ترکیه، کسانی که تابعیت ترکیه را دریافت می‌کنند، " ترک " محسوب می‌شوند، حتی اگر قومیت آنها ترک نباشد.
از نظر تئوری، یک ملت یا دولت مدنی هدفش ترویج یک فرهنگ بر فرهنگ دیگر نیست. فیلسوف آلمانی یورگن هابرماس استدلال کرده‌است که مهاجران ساکن در یک دولت لیبرال-دمکراتیک نیازی به جذب فرهنگ میزبان ندارند، بلکه فقط اصول قانون اساسی کشور را می‌پذیرند (میهن‌پرستی قانون اساسی).

## تاریخ
ملی‌گرایی مدنی در سنت‌های خردگرایی و لیبرالیسم نهفته‌است، اما به عنوان شکلی از ملی‌گرایی در مقابل ملی‌گرایی قومی قرار می‌گیرد. اغلب تصور می‌شود که ارنست رنان یک ملی‌گرای مدنی اولیه است. فیلسوف هانس کوهن یکی از اولین کسانی بود که ناسیونالیسم مدنی را از ملی‌گرایی قومی در نشریه خود در سال ۱۹۴۴ با عنوان "ایده ناسیونالیسم: مطالعه ای در ریشه و پیشینه آن" متمایز کرد. عضویت در ملت مدنی داوطلبانه در نظر گرفته می‌شود، همان‌طور که در تعریف کلاسیک رنان از ملت به عنوان "رفراندم روزانه" که با "اراده برای زندگی مشترک" مشخص می‌شود. آرمان‌های مدنی-ملی بر توسعه دموکراسی نمایندگی در کشورهایی مانند ایالات متحده و فرانسه تأثیر گذاشت (به اعلامیه استقلال ایالات متحده در ۱۷۷۶، و اعلامیه حقوق بشر و شهروندی ۱۷۸۹ مراجعه کنید).